# Spiegelgracht 27
Spiegelgracht 27 is een gebouw op de rand van Amsterdam-Centrum.
Het hoekhuis is gelegen op de hoek van de Spiegelgracht en de Tweede Weteringdwarsstraat. Vanaf de noordwestelijke gevel heeft men uitzicht op brug 88 en het rijksmonument Spiegelgracht 38, de zuidelijke gevel kijkt uit op de achtergevel van rijksmonument Spiegelgracht 31/Lijnbaansgracht 287 en brug 97.
Het gebouw dateert van omstreek 1760 en is ontworpen door Philips Vingboons. Het behoort tot het zogenaamde Noortsche Bos-ensemble, een verzameling in 17e-eeuwse seriebouw (er werden vier bouwblokken gerealiseerd) gebouwde panden, waarbij het gebruik van Noorse heipalen tot die naam zou hebben geleid. Dit gebouw behoort tevens tot de groep wevershuisjes, sociale woningbouw uit die tijd. De naam wevershuisje dankt het aan het feit dat veel Waalse textielwerkers hier kwamen wonen, vandaar ook het Walenweeshuis op de grens van de buurt aan de  Vijzelgracht.
Het gebouw bestaat uit vier bouwlagen; te beginnen met het souterrain/kelder, vervolgens de bel-etage, al meer dan een eeuw bedrijfsruimte, een woonetage en een omlopend schilddak met dakkapellen. Het gebouw is sinds oktober 1970 een rijksmonument, maar de omschrijving in het monumentenregister is vaag (Hoekhuis van het in het "Noortsche Bos" gebruikelijke type). 
Doordat het gebouw al in de 19e eeuw een horecabestemming kreeg, werd het toen ook al volgehangen met reclameborden. Zo heeft in 1894 Jacob Olie een foto gemaakt van de zijgevel, die al vermeldde dat er een Café-Billart is gevestigd, maar ook een zuivelhandel. Latere foto’s laten cafés zien, in 2011 was er een Arabisch restaurant gevestigd. In het souterrain zit al tijden een verkoopplaats van oude prenten, deze winkel maakt ook gebruik van het pothuis. Het gebouw heeft drie deurtoegangen, twee daarvan met bordestrapje, één met een trapje met drie treden. De ramen hebben nog een roedenverdeling uit de oude tijd, ze zijn veelal in negenen gesegmenteerd. Het gebouw is na 1970 gerenoveerd, in 1969 moest het gestut worden. Een verzakking als gevolg van de aanleg van de Noord-Zuidlijn die een aantal wevershuisjes in de Weteringbuurt trof, bleef dit pand bespaard.
Alhoewel in de 21e eeuw het grootste deel van de reclames verwijderd is, wordt het pand uit historisch oogpunt ontsierd door markiezen boven/voor alle ramen. Ook een verlichtingsinstallatie ontkracht de schoonheid van een monumentengevel. Opvallend daarbij is dat er een foto is van het gebouw, waarbij op een enkel uithangbord na, geen enkele reclame te zien is (1967).

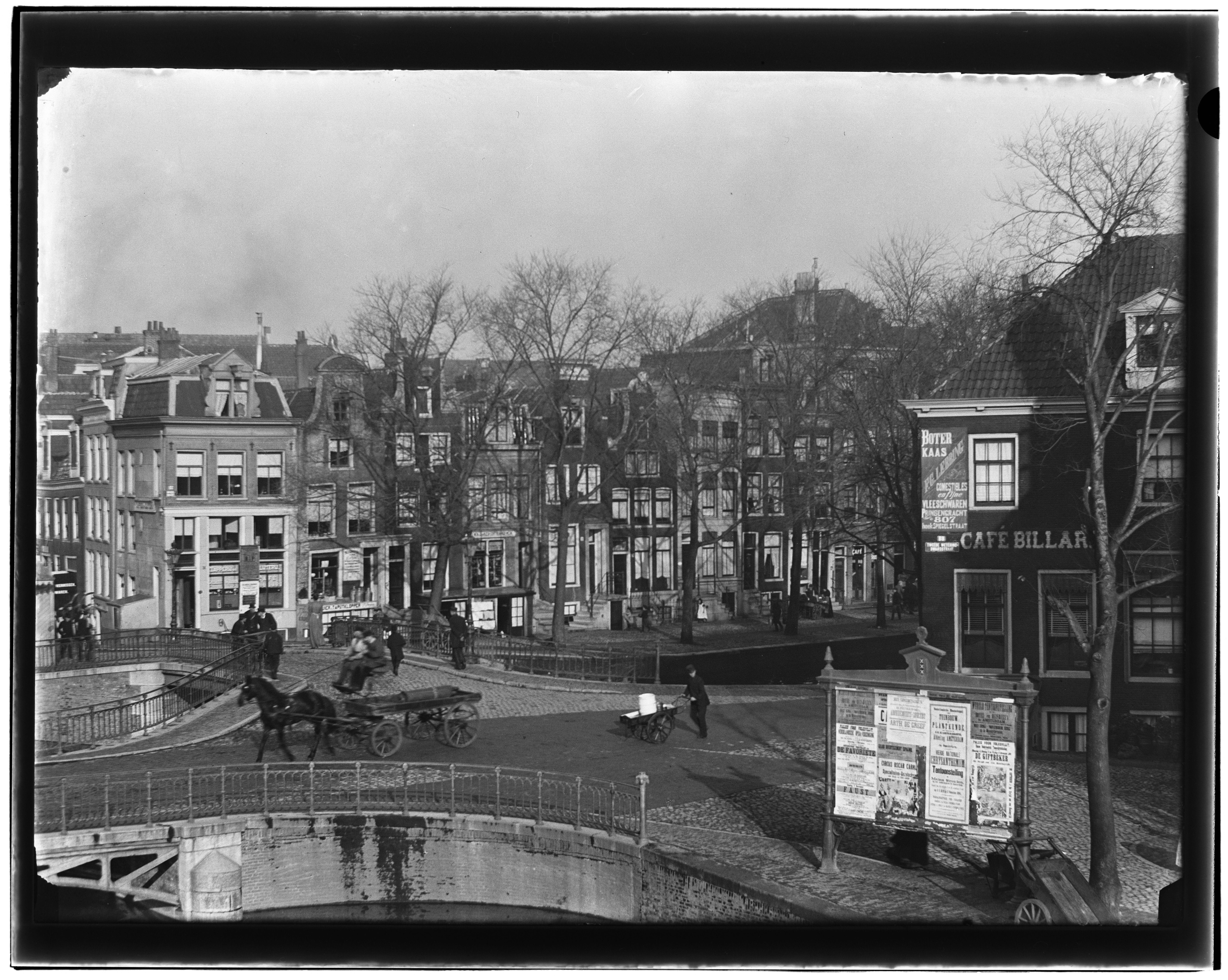
Jacob Olie, rechts met al reclame